# Tambov
Tambóv (in russo Тамбо́в, pronuncia /tɐmˈbof/) è una città della Russia sud-occidentale di 280 856 abitanti, situata nella parte centrale del bassopiano della Oka e del Don, sulla sponda sinistra del fiume Cna 480 km a sudest di Mosca; è capoluogo dell'omonimo oblast' e del rajon (distretto) Tambovskij, dal quale è però amministrativamente separata.

## Storia
L'origine della città risale al 1636, quando fu fondata per decreto dello zar Michail Fëdorovič Romanov come fortezza per presidiare il confine tra il Granducato di Mosca e il territorio dei Tatari di Crimea; dopo poco tempo divenne preponderante il suo ruolo come centro di commercio. Al 1781 risale il suo curioso stemma comunale, che rappresenta un alveare che dovrebbe simboleggiare, a quanto pare, l'operosità dei residenti. Dal 1796 al 1937 fu capoluogo dell'omonimo Governatorato.
Nel 1920 fu teatro di una delle più grandi insurrezioni contadine nei confronti delle autorità sovietiche. I contadini si ribellarono alla leva obbligatoria, alle requisizioni forzate dei cereali da parte dell’Armata Rossa e all’ammasso coatto del raccolto nei depositi statali.
Ridotti all'indigenza, i contadini organizzarono una rivolta, che durò ben undici mesi, prima di venire sconfitta (1921)..
Durante la seconda guerra mondiale fu un'importante città situata in una posizione strategica rispetto allo scenario di guerra e sede di campi di prigionia sovietici ove furono internati migliaia di prigionieri italiani, durante la campagna di Russia.
Al giorno d'oggi Tambov è un importante centro industriale e culturale, sede di teatri, gallerie d'arte e università.

## Società

### Evoluzione demografica[3]
Questo grafico non è disponibile a causa di un problema tecnico.
Si prega di non rimuoverlo.

## Sport
La principale società calcistica cittadina, il Futbol'nyj Klub Tambov, ha ottenuto per la prima volta la promozione in Prem'er-Liga per la stagione sportiva 2019-2020.

## Monumenti

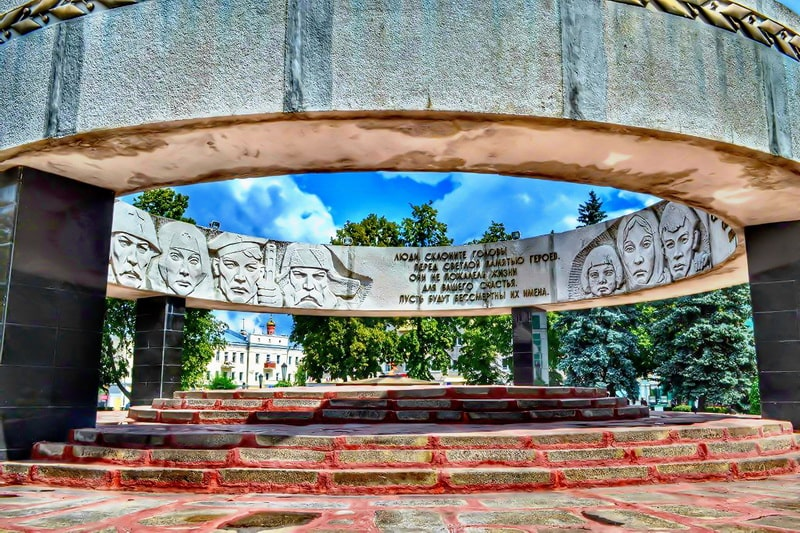
Fiamma eterna in Piazza Sobornaya[4] (inaugurato il 9 maggio 1970)